# Jean-Denis Lanjuinais
Jean-Denis Lanjuinais (12 de marzo de 1753 - 13 de enero de 1827) fue un político, abogado, jurista, periodista e historiador francés.

## Biografía

### Inicios
Nacido en Rennes (Ille-et-Vilaine), Lanjuinais, después de una brillante carrera universitaria que le convirtió en doctor en derecho y abogado titulado a los diecinueve años, fue nombrado abogado de los Estados Bretones y, en 1775, profesor de derecho eclesiástico en Rennes. . En este período escribió dos obras importantes que, debido al estado de confusión de los asuntos públicos, permanecieron inéditas, Institutiones juris ecciesiastici y Praelectiones juris ecclesiastici.
Había comenzado su carrera en el colegio de abogados alegando contra el droit du colombier (monopolio feudal sobre los palomares), y cuando sus conciudadanos lo enviaron a los Estados Generales de 1789, exigió la abolición de la nobleza y la sustitución de la nobleza. Título real de rey de los franceses y navarros para rey de Francia y Navarra, y contribuyó a establecer la Constitución Civil del Clero.
El 7 de noviembre de 1789 solicitó que los ministros no fueran al mismo tiempo miembros del Parlamento. Dado que el reglamento encontró mayoría, pudo evitar un aumento del poder de Mirabeau que pretendía asumir un puesto ministerial.

### Convención y clandestinidad
Elegido miembro de la Convención Nacional en septiembre de 1792, desarrolló opiniones moderadas, incluso reaccionarias, convirtiéndose en uno de los más feroces oponentes de los montañeses, aunque nunca vaciló en su apoyo a la República Francesa. Se negó a votar a favor de la muerte de Luis XVI, alegando que la nación no tenía derecho a enviar a un prisionero vencido.
Sus ataques diarios a La Montaña resultaron, el 15 de abril de 1793, en una demanda de la Comuna de París para su exclusión de la asamblea, pero Lanjuinais permaneció implacable: cuando la población parisina bajo el mando de François Hanriot invadió la convención el 2 de junio, renovó su desafío. del partido victorioso. Detenido por los girondinos, escapó a Rennes, donde redactó un panfleto denunciando la Constitución Montagnard bajo el curioso título Le Dernier Crime de Lanjuinais ("El último crimen de Lanjuinais", Rennes, 1793). Perseguido por Jean-Baptiste Carrier, que fue enviado a acabar con la resistencia en Occidente, permaneció oculto hasta algún tiempo después del estallido de la Reacción Termidoriana (julio de 1794), pero fue readmitido en la convención el 8 de marzo de 1795.

### Imperio y presidente
Mantuvo su actitud liberal e independiente en el Consejo de Ancianos del Directorio francés, el Senado del Consulado y Primer Imperio y la Cámara de los Pares, siendo presidente de la cámara alta durante los Cien Días. Junto con Gui-Jean-Baptiste Target, Joseph-Marie Portalis y otros, fundó bajo el Imperio una academia de legislación en París y dio conferencias sobre derecho romano.
Estrechamente asociado con eruditos orientales y entusiasta estudiante de las religiones orientales, ingresó en la Académie des Inscriptions en 1808. Después de la Restauración borbónica, Lanjuinais defendió consistentemente los principios de la monarquía constitucional, pero la mayor parte de su tiempo lo dedicó a temas religiosos y políticos. Fue presidente de la Cámara de Representantes del 4 de junio al 13 de julio de 1815. El conde Lanjuinais murió en París.